# Рудхаус (Илиноис)
Рудхаус (енгл. Roodhouse) град је у америчкој савезној држави Илиноис. По попису становништва из 2010. у њему је живело 1.814 становника.

## Демографија
Према попису становништва из 2010. у граду је живело 1.814 становника, што је 400 (18,1%) становника мање него 2000. године.
| Група             | 2000.         | 2010.         |
| Белци             | 2.080 (93,9%) | 1.778 (98,0%) |
| Афроамериканци    | 100 (4,5%)    | 9 (0,5%)      |
| Азијати           | 2 (0,1%)      | 1 (0,1%)      |
| Хиспаноамериканци | 14 (0,6%)     | 6 (0,3%)      |
| Укупно            | 2.214         | 1.814         |